# Conferenza degli Ambasciatori

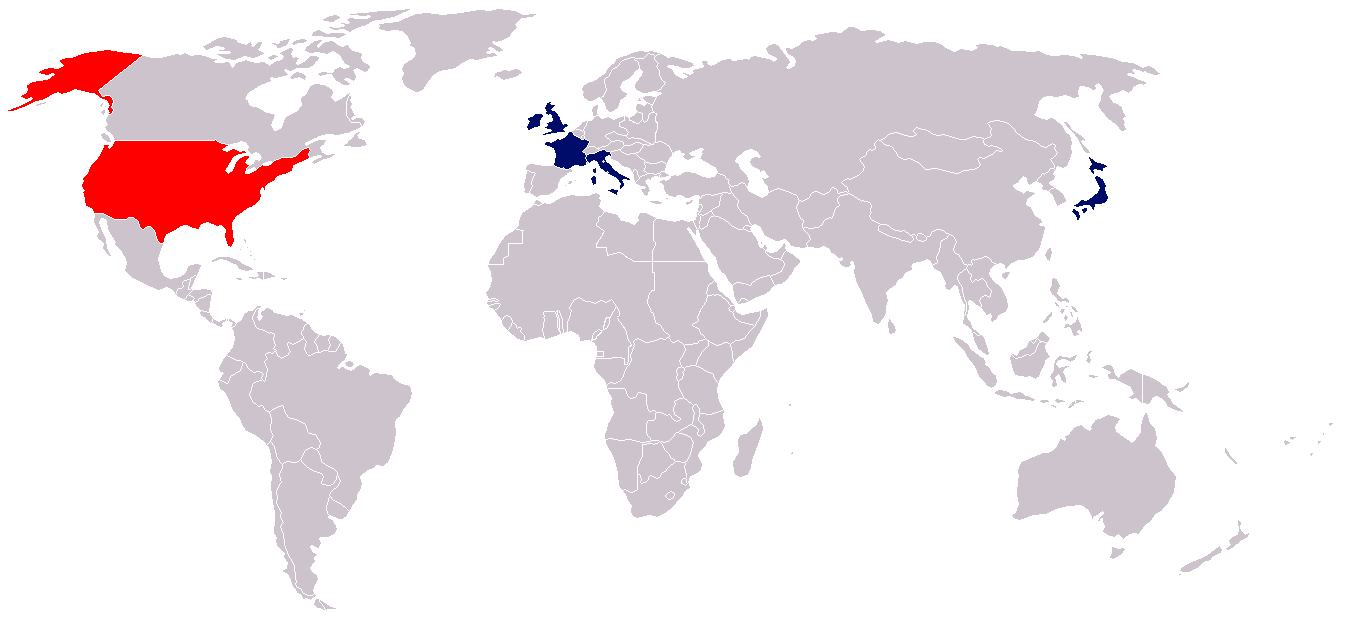
I membri (in blu) e gli osservatori (in rosso) del Consiglio degli Ambasciatori a partire dal 1919, con i confini del 1921

La Conferenza degli Ambasciatori delle Principali Potenze Alleate ed Associate fu un'organizzazione interalleata dell'Intesa nel periodo successivo alla prima guerra mondiale. Formata nel gennaio 1920 a Parigi, succedette al Consiglio supremo di guerra alleato e venne successivamente incorporata de facto nella Società delle Nazioni come uno dei suoi organi di governo. Divenne meno attiva dopo il Patto di Locarno del 1925 e cessò formalmente di esistere nel 1931 o nel 1935.
La Conferenza era costituita dagli ambasciatori di Gran Bretagna, Italia, e Giappone accreditati a Parigi e dal ministro degli esteri francese. L'ambasciatore degli Stati Uniti partecipava esclusivamente in qualità di osservatore perché gli Stati Uniti non avevano ratificato il trattato di Versailles. Il diplomatico francese René Massigli ne fu segretario generale fino allo scioglimento della Conferenza. Era presieduta dai ministri degli Esteri della Francia (tra questi Georges Clemenceau, Raymond Poincaré e Aristide Briand).
La conferenza venne costituita per far rispettare i trattati di pace e per mediare le varie contese territoriali tra gli Stati europei. Tra le dispute trattate dalla Conferenza sono incluse quelle riguardanti la Slesia di Cieszyn (tra la Polonia e la Cecoslovacchia), la regione di Vilnius (tra Polonia e Lituania), la regione di Klaipėda (tra Germania e Lituania), e la crisi di Corfù (tra Italia e Grecia). Una delle sue principali decisioni territoriali venne presa il 15 marzo 1923, nel riconoscere i confini orientali della Polonia creatisi in seguito alla guerra polacco-sovietica del 1920. La Conferenza riconobbe anche la sovranità polacca sulla regione di Vilnius e sulla Galizia orientale.
Gli orientamenti assunti dalla Conferenza degli ambasciatori furono spesso contraddetti dalla sua segreteria generale e dai comitati e commissioni che per essa lavorarono come consulenti permanenti od occasionali.